# Второе правительство Бабиша
Второе правительство Андрея Бабиша (чеш. Druhá vláda Andreje Babiše) — 15-е коалиционное правительство меньшинства во главе с Андреем Бабишем. Было приведено к присяге 27 июня 2018 года. Получило доверие на заседании парламента 12 июля 2018 года, благодаря поддержке коммунистической партии.

## Общие сведения
Второе правительство Андрея Бабиша пришло на смену его первого правительства, которое было сформировано победившей, на парламентских выборах в октябре 2017 года, движении ANO 2011. Во второе правительство Бабиша вошла социал-демократическая партия, большинство в парламенте было достигнуто благодаря соглашению с коммунистической партией. (Поддержка коммунистов была прекращена в апреле 2021 года). Правительство ушло в отставку спустя месяц после парламентских выборов в октябре 2021 года.
На время правления второго правительства Бабиша, пришлись масштабные массовые протесты со времён Бархатной революции, которые были инициированы ассоциацией Миллион мгновений.

## Состав кабинета
| Министерство (должность)                                              | Имя               | Начало полномочий | Конец полномочий | Партия | Партия                   |
| Председатель Правительства                                            | Андрей Бабиш      | 27 июня 2018      | 17 декабря 2021  |        | ANO 2011                 |
| Первый вице-председатель, министерство внутренних дел                 | Ян Гамачек        | 27 июня 2018      | 17 декабря 2021  |        | ČSSD                     |
| Вице-председатель (до мая 2019) Министерство окружающей среды         | Рихард Брабец     | 27 июня 2018      | 17 декабря 2021  |        | ANO 2011                 |
| Вице-председатель (с мая 2019) Министерство промышленности и торговли | Карел Гавличек    | 30 апреля 2019    | 17 декабря 2021  |        | ANO 2011                 |
| Вице-председатель (с мая 2019) Министерство финансов                  | Алена Шиллерова   | 13 декабря 2017   | 28 июня 2018     |        | Беспартийная от ANO 2011 |
| Министерство промышленности и торговли                                | Марта Новакова    | 27 июня 2018      | 30 апреля 2019   |        | ANO 2011                 |
| Министерство юстиции, председатель Законодательного совета            | Татьяна Мала      | 27 июня 2018      | 10 июля 2018     |        | ANO 2011                 |
| Министерство юстиции, председатель Законодательного совета            | Ян Кнежинек       | 10 июля 2018      | 30 апреля 2019   |        | Беспартийный от ANO 2011 |
| Министерство юстиции, председатель Законодательного совета            | Мария Бенешова    | 30 апреля 2019    | 17 декабря 2021  |        | Беспартийная от ANO 2011 |
| Министерство труда и социальных дел                                   | Петр Крчал        | 27 июня 2018      | 18 июля 2018     |        | ČSSD                     |
| Министерство труда и социальных дел                                   | Яна Малачова      | 30 июля 2018      | 17 декабря 2021  |        | ČSSD                     |
| Министерство регионального развития                                   | Клара Досталова   | 13 декабря 2017   | 28 июня 2018     |        | Беспартийная от ANO 2011 |
| Министерство здравоохранения                                          | Адам Войтех       | 27 июня 2018      | 21 сентября 2020 |        | Беспартийный от ANO 2011 |
| Министерство здравоохранения                                          | Роман Примула     | 21 сентября 2020  | 28 октября 2020  |        | Беспартийный от ANO 2011 |
| Министерство здравоохранения                                          | Ян Блатны         | 28 октября 2020   | 7 апреля 2021    |        | Беспартийный от ANO 2011 |
| Министерство здравоохранения                                          | Петр Аренбергер   | 7 апреля 2021     | 26 мая 2021      |        | Беспартийный от ANO 2011 |
| Министерство здравоохранения                                          | Адам Войтех       | 26 мая 2021       | 17 декабря 2021  |        | Беспартийный от ANO 2011 |
| Министерство иностранных дел                                          | Ян Гамачек (врио) | 27 июня 2018      | 16 октября 2018  |        | ČSSD                     |
| Министерство иностранных дел                                          | Томаш Петршичек   | 16 октября 2018   | 12 апреля 2021   |        | ČSSD                     |
| Министерство иностранных дел                                          | Ян Гамачек (врио) | 12 апреля 2021    | 21 апреля 2021   |        | ČSSD                     |
| Министерство иностранных дел                                          | Якуб Кульганек    | 21 апреля 2021    | 17 декабря 2021  |        | ČSSD                     |
| Министерство культуры                                                 | Антонин Станек    | 27 июня 2018      | 31 июля 2019     |        | ČSSD                     |
| Министерство культуры                                                 | Любомир Заоралек  | 27 августа 2019   | 17 декабря 2021  |        | ČSSD                     |
| Министерство сельского хозяйства                                      | Мирослав Томан    | 27 июня 2018      | 17 декабря 2021  |        | ČSSD                     |
| Министерство образования, молодёжи и физической культуры              | Роберт Плага      | 27 июня 2018      | 17 декабря 2021  |        | ANO 2011                 |
| Министерство обороны                                                  | Любомир Метнар    | 27 июня 2018      | 17 декабря 2021  |        | Беспартийный от ANO 2011 |
| Министерство транспорта                                               | Дан Тьок          | 27 июня 2018      | 30 апреля 2019   |        | Беспартийный от ANO 2011 |
| Министерство транспорта                                               | Владимир Кремлик  | 30 апреля 2019    | 23 января 2020   |        | Беспартийный от ANO 2011 |
| Министерство транспорта                                               | Карел Гавличек    | 24 января 2020    | 17 декабря 2021  |        | ANO 2011                 |

## Изменения в правительстве

### Министерство здравоохранения
Во время пандемии COVID-19 на посту министра здравоохранения сменилось пять министров.
- Министр Адам Войтех, который был министром с 13 декабря 2017 года, объявил 21 сентября 2020 года, что уходит в отставку[2].
- Новый министр, эпидемиолог Роман Примула, пробыл на посту министра здравоохранения недолго. Через месяц, 29 октября он был уволен, после того как в СМИ разразился скандал, из-за появившихся фотографий, на которых он выходит из ресторана, который, согласно правительственным распоряжениям, должен был быть закрыт[3].
- Новым министром был назначен Ян Блатный, который находился в этой должности до 7 апреля 2021 года. Он был раскритикован президентом Милошем Земаном за то, что отказывался разрешать использование вакцин из России (Sputnik V) и Китая без одобрения EMA[4][5].
- Новым министром был назначен Петр Аренбергер, который пробыл в своей должности до 26 мая 2021 года. Поводом для его отставки, стал ряд скандалов, связанных с недвижимостью и ошибками в налоговых и имущественных декларациях[6].
- Новым министром был назначен бывший министр и депутат парламента Адам Войтех[7].

### Министерство культуры
- Министр Антонин Станек, который был министром с июня 2018 года, к весне 2019 года стал стремительно терять поддержку в собственной партии, а также постоянно подвергался критике со стороны культурных и общественных деятелей, поскольку он стал министром культуры, не имея притом никаких знаний о состоянии чешской культуры[8]. Многие деятели культуры, называли Станека «самым плохим министром за всю историю Чехии»[9]. Именно поэтому, в мае 2019 года, Антонин Станек объявил о своей отставке, однако президент Милош Земан отказался её утвердить. Отказ был продиктован тем, что на место Станека должен был прийти коммунальный политик и критик Земана Михал Шмарда[10].
- После отказа президента, социал-демократы рассматривали возможность подать жалобу против президента в Конституционный суд или уйти из правительства. Однако после нескольких месяцев правительственного кризиса, социал-демократы отказались от своего кандидата Михала Шмарды и номинировали в министры бывшего министра иностранных дел Любомира Заоралка. Президент Земан утвердил на посту Заоралка в конце августа 2019 года[11].